# Dinanomodon
Dinanomodon es un género extinto de sinápsido dicinodonto que vivió en el período Pérmico superior (Changhsingiense) en lo que ahora es África. Sus restos fósiles se han encontrado en la meseta del Karoo, Sudáfrica.